# Wind and Wuthering Tour
Die Wind and Wuthering Tour war eine Tournee der britischen Progressive-Rock-Band Genesis. Sie führte die Gruppe zwischen Januar und Juli 1977 durch Nordamerika, Europa und erstmals in ihrer Karriere auch nach Südamerika. Zugleich war es die letzte Tournee der Band mit Beteiligung von Steve Hackett, der Genesis drei Monate nach Abschluss der Tour verließ.

## Hintergrund

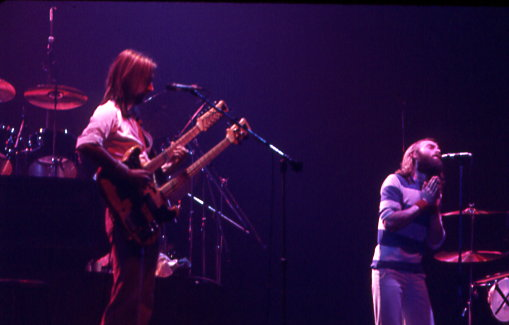
Genesis auf der Wind & Wuthering Tour 1977 in Toronto

Gleich am Neujahrstag des Jahres 1977 begannen Genesis ihre Welttournee zu ihrem Album Wind & Wuthering in London und beendeten sie am 3. Juli des gleichen Jahres mit einem Abschlusskonzert in München. Dabei wurden die Shows in Paris für ihr zweites Live-Album Seconds Out mitgeschnitten. Mit dieser Tour begann zudem die langjährige Zusammenarbeit Genesis’ mit dem Schlagzeuger Chester Thompson, der Bill Bruford als Live-Session-Drummer ersetzte. Thompson wurde von Phil Collins engagiert, nachdem dieser das Livealbum Roxy & Elsewhere (1974) von Frank Zappa gehört hatte, auf dem Thompson zusammen mit den Schlagzeuger Ralph Humphrey zu hören war. Thompson und Humphrey spielten bei dem auf dem Album erhältlichen Song Don't You Ever Wash That Thing? einige Schlagzeugfiguren zusammen, dieses Element wollte Collins auch in die Genesis-Konzerte integrieren. Collins und Thompson verwendeten auch den Drum-Fill aus dem Refrain von Zappas More Trouble Every Day bei den Liveaufführungen des Genesis-Songs Afterglow.
Chester Thompson wurde auch von Steve Hackett nach dessen Ausstieg bei Genesis als Schlagzeuger und Perkussionist für sein zweites Soloalbum Please Don’t Touch! (1978) engagiert. Ebenfalls auf diesem Album vertreten war der US-amerikanische Folksänger Richie Havens, den Hackett kennenlernte, als dieser im Juni 1977 bei den Genesis-Konzerten in London als Vorgruppe auftrat.

## Setlist

### Beispiel-Setlist
- Squonk
- One for the Vine
- Robbery, Assault and Battery
- Your Own Special Way
- Wot Gorilla
- All In a Mouse’s Night
- Firth of Fifth
- The Carpet Crawlers
- ...In That Quiet Earth
- Afterglow
- I Know What I Like (In Your Wardrobe)
- Eleventh Earl of Mar
- Supper’s Ready
- Dance on a Volcano
- Drum Duet
- Los Endos

Zugaben:
- The Lamb Lies Down on Broadway
- The Musical Box (closing section)
- The Knife

### Tourdaten
| Nr.                 | Datum            | Stadt               | Land               | Veranstaltungsort                       | Anmerkungen                  |
| Leg 1 – Europa      | Leg 1 – Europa   | Leg 1 – Europa      | Leg 1 – Europa     | Leg 1 – Europa                          | Leg 1 – Europa               |
| ------------------- | ---------------- | ------------------- | ------------------ | --------------------------------------- | ---------------------------- |
| 1                   | 1. Januar 1977   | London              | England            | Rainbow Theatre                         |                              |
| 2                   | 2. Januar 1977   | London              | England            | Rainbow Theatre                         |                              |
| 3                   | 3. Januar 1977   | London              | England            | Rainbow Theatre                         |                              |
| 4                   | 7. Januar 1977   | Birmingham          | England            | Odeon Theatre                           |                              |
| 5                   | 8. Januar 1977   | Birmingham          | England            | Odeon Theatre                           |                              |
| 6                   | 9. Januar 1977   | Liverpool           | England            | Empire Theatre                          | 2 shows                      |
| 7                   | 9. Januar 1977   | Liverpool           | England            | Empire Theatre                          | 2 shows                      |
| 8                   | 10. Januar 1977  | Manchester          | England            | Free Trade Hall                         |                              |
| 9                   | 11. Januar 1977  | Manchester          | England            | Free Trade Hall                         |                              |
| 10                  | 13. Januar 1977  | Dundee              | Schottland         | Caird Hall                              |                              |
| 11                  | 14. Januar 1977  | Edinburgh           | Schottland         | Playhouse Theatre                       | 2 shows                      |
| 12                  | 14. Januar 1977  | Edinburgh           | Schottland         | Playhouse Theatre                       | 2 shows                      |
| 13                  | 16. Januar 1977  | Newcastle upon Tyne | England            | City Hall                               |                              |
| 14                  | 17. Januar 1977  | Newcastle upon Tyne | England            | City Hall                               |                              |
| 15                  | 19. Januar 1977  | Southampton         | England            | Gaumont Theatre                         |                              |
| 16                  | 20. Januar 1977  | Southampton         | England            | Gaumont Theatre                         |                              |
| 17                  | 21. Januar 1977  | Leicester           | England            | De Montfort Hall                        | 2 shows                      |
| 18                  | 21. Januar 1977  | Leicester           | England            | De Montfort Hall                        | 2 shows                      |
| 19                  | 22. Januar 1977  | Leicester           | England            | De Montfort Hall                        |                              |
| 20                  | 23. Januar 1977  | Bristol             | England            | Hippodrome                              | 2 shows                      |
| 21                  | 23. Januar 1977  | Bristol             | England            | Hippodrome                              | 2 shows                      |
| Leg 2 – Nordamerika |                  |                     |                    |                                         |                              |
| 22                  | 2. Februar 1977  | Boulder             | Vereinigte Staaten | CU Boulder Mackey Auditorium            |                              |
| 23                  | 4. Februar 1977  | Tulsa               | Vereinigte Staaten | Municipal Theater                       |                              |
| 24                  | 5. Februar 1977  | Kansas City         | Vereinigte Staaten | Municipal Auditorium                    |                              |
| 25                  | 6. Februar 1977  | St. Louis           | Vereinigte Staaten | Kiel Auditorium                         |                              |
| 26                  | 8. Februar 1977  | Minneapolis         | Vereinigte Staaten | Orpheum Theatre                         |                              |
| 27                  | 9. Februar 1977  | Madison             | Vereinigte Staaten | Dane County Veterans Memorial Coliseum  |                              |
| 28                  | 10. Februar 1977 | Milwaukee           | Vereinigte Staaten | Auditorium                              |                              |
| 29                  | 11. Februar 1977 | Nashville           | Vereinigte Staaten | Ballroom                                |                              |
| 30                  | 12. Februar 1977 | Detroit             | Vereinigte Staaten | Masonic Temple Theater                  |                              |
| 31                  | 13. Februar 1977 | Kalamazoo           | Vereinigte Staaten | Wings Stadium                           |                              |
| 32                  | 15. Februar 1977 | Chicago             | Vereinigte Staaten | Auditorium Theatre                      |                              |
| 33                  | 16. Februar 1977 | Chicago             | Vereinigte Staaten | Auditorium Theatre                      |                              |
| 34                  | 17. Februar 1977 | Chicago             | Vereinigte Staaten | Auditorium Theatre                      |                              |
| 35                  | 19. Februar 1977 | Winnipeg            | Kanada             | Winnipeg Arena                          |                              |
| 36                  | 21. Februar 1977 | Kitchener           | Kanada             | Memorial Auditorium                     |                              |
| 37                  | 23. Februar 1977 | New York City       | Vereinigte Staaten | Madison Square Garden                   |                              |
| 38                  | 24. Februar 1977 | Boston              | Vereinigte Staaten | Music Hall                              |                              |
| 39                  | 25. Februar 1977 | Hartford            | Vereinigte Staaten | Bushnell Center for the Performing Arts |                              |
| 40                  | 26. Februar 1977 | Syracuse            | Vereinigte Staaten | Onondaga County War Memorial            |                              |
| 41                  | 27. Februar 1977 | Richfield           | Vereinigte Staaten | Coliseum                                |                              |
| 42                  | 28. Februar 1977 | Buffalo             | Vereinigte Staaten | Memorial Auditorium                     |                              |
| 43                  | 2. März 1977     | Montréal            | Kanada             | Forum                                   |                              |
| 44                  | 3. März 1977     | Quebec City         | Kanada             | Le Colisée                              |                              |
| 45                  | 4. März 1977     | Toronto             | Kanada             | Maple Leaf Gardens                      |                              |
| 46                  | 5. März 1977     | Ottawa              | Kanada             | Civic Centre                            |                              |
| 47                  | 6. März 1977     | Toronto             | Kanada             | Maple Leaf Gardens                      |                              |
| 48                  | 8. März 1977     | Philadelphia        | Vereinigte Staaten | Spectrum                                |                              |
| 49                  | 9. März 1977     | Baltimore           | Vereinigte Staaten | Civic Center                            |                              |
| 50                  | 10. März 1977    | Pittsburgh          | Vereinigte Staaten | Civic Arena                             |                              |
| 51                  | 12. März 1977    | Nashville           | Vereinigte Staaten | Vanderbilt University                   |                              |
| 52                  | 13. März 1977    | Atlanta             | Vereinigte Staaten | Fox Theatre                             |                              |
| 53                  | 14. März 1977    | Atlanta             | Vereinigte Staaten | Fox Theatre                             |                              |
| 54                  | 16. März 1977    | New Orleans         | Vereinigte Staaten | Morris Municipal Auditorium             |                              |
| 55                  | 17. März 1977    | Houston             | Vereinigte Staaten | Sam Houston Coliseum                    |                              |
| xx                  | 18. März 1977    | Arlington           | Vereinigte Staaten | UTA Texas Hall                          |                              |
| 56                  | 19. März 1977    | Dallas              | Vereinigte Staaten | Moody Coliseum                          |                              |
| 57                  | 21. März 1977    | Austin              | Vereinigte Staaten | Municipal Auditorium                    |                              |
| 58                  | 24. März 1977    | Inglewood           | Vereinigte Staaten | The Forum                               |                              |
| 59                  | 25. März 1977    | San Francisco       | Vereinigte Staaten | Winterland Ballroom                     |                              |
| 60                  | 26. März 1977    | San Francisco       | Vereinigte Staaten | Winterland Ballroom                     |                              |
| 61                  | 27. März 1977    | San Diego           | Vereinigte Staaten | Sports Arena                            |                              |
| 62                  | 29. März 1977    | Phoenix             | Vereinigte Staaten | Convention Center                       |                              |
| 63                  | 1. April 1977    | Portland            | Vereinigte Staaten | Paramount Theatre                       |                              |
| 64                  | 2. April 1977    | Vancouver           | Kanada             | Pacific Coliseum                        |                              |
| 65                  | 3. April 1977    | Seattle             | Vereinigte Staaten | Paramount Theatre                       |                              |
| 66                  | 1. Mai 1977      | Burbank             | Vereinigte Staaten | Starlight Bowl                          |                              |
| Leg 3 – Südamerika  |                  |                     |                    |                                         |                              |
| 67                  | 10. Mai 1977     | Porto Alegre        | Brasilien          | Ginásio Gigantinho                      |                              |
| 68                  | 11. Mai 1977     | Porto Alegre        | Brasilien          | Ginásio Gigantinho                      |                              |
| 69                  | 13. Mai 1977     | Rio de Janeiro      | Brasilien          | Ginásio Maracanãzinho                   | 2 shows                      |
| 70                  | 13. Mai 1977     | Rio de Janeiro      | Brasilien          | Ginásio Maracanãzinho                   | 2 shows                      |
| 71                  | 14. Mai 1977     | Rio de Janeiro      | Brasilien          | Ginásio Maracanãzinho                   | 2 shows                      |
| 72                  | 14. Mai 1977     | Rio de Janeiro      | Brasilien          | Ginásio Maracanãzinho                   | 2 shows                      |
| 73                  | 18. Mai 1977     | São Paulo           | Brasilien          | Ginásio Anhembi                         |                              |
| 74                  | 19. Mai 1977     | São Paulo           | Brasilien          | Ginásio Anhembi                         |                              |
| 75                  | 21. Mai 1977     | São Paulo           | Brasilien          | Ginásio Ibirapuera                      | 2 shows                      |
| 76                  | 21. Mai 1977     | São Paulo           | Brasilien          | Ginásio Ibirapuera                      | 2 shows                      |
| 77                  | 22. Mai 1977     | São Paulo           | Brasilien          | Ginásio Ibirapuera                      | 2 shows                      |
| 78                  | 22. Mai 1977     | São Paulo           | Brasilien          | Ginásio Ibirapuera                      | 2 shows                      |
| Leg 4 – Europa      |                  |                     |                    |                                         |                              |
| 79                  | 2. Juni 1977     | München             | Deutschland        | Olympiahalle                            |                              |
| 80                  | 4. Juni 1977     | Stockholm           | Schweden           | Johanneshovs Isstadion                  |                              |
| 81                  | 6. Juni 1977     | Berlin              | Deutschland        | Deutschlandhalle                        |                              |
| 82                  | 7. Juni 1977     | Stockholm           | Schweden           | Johanneshovs Isstadion                  |                              |
| 83                  | 11. Juni 1977    | Paris               | Frankreich         | Palais des Sports                       | 2 shows                      |
| 84                  | 11. Juni 1977    | Paris               | Frankreich         | Palais des Sports                       | 2 shows                      |
| 85                  | 12. Juni 1977    | Paris               | Frankreich         | Palais des Sports                       | 2 shows                      |
| 86                  | 12. Juni 1977    | Paris               | Frankreich         | Palais des Sports                       | 2 shows                      |
| 87                  | 13. Juni 1977    | Paris               | Frankreich         | Palais des Sports                       |                              |
| 88                  | 14. Juni 1977    | Paris               | Frankreich         | Palais des Sports                       |                              |
| 89                  | 17. Juni 1977    | Köln                | Deutschland        | Radrennbahn am Müngersdorfer Stadion    | Open Air Festival '77        |
| 90                  | 19. Juni 1977    | Offenbach am Main   | Deutschland        | Stadion am Bieberer Berg                | Open Air Festival '77        |
| 91                  | 20. Juni 1977    | Bremen              | Deutschland        | Stadthalle                              |                              |
| 92                  | 23. Juni 1977    | London              | England            | Earls Court                             |                              |
| 93                  | 24. Juni 1977    | London              | England            | Earls Court                             |                              |
| 94                  | 25. Juni 1977    | London              | England            | Earls Court                             |                              |
| xx                  | 26. Juni 1977    | München             | Deutschland        | Olympiahalle                            | verlegt auf den 3. Juli 1977 |
| 95                  | 29. Juni 1977    | Brüssel             | Belgien            | Forest National                         | 2 shows                      |
| 96                  | 29. Juni 1977    | Brüssel             | Belgien            | Forest National                         | 2 shows                      |
| 97                  | 30. Juni 1977    | Rotterdam           | Niederlande        | Sportpaleis Ahoy'                       |                              |
| 98                  | 1. Juli 1977     | Colmar              | Frankreich         | Parc des Expositions                    |                              |
| 99                  | 2. Juli 1977     | Zürich              | Schweiz            | Hallenstadion                           |                              |
| 100                 | 3. Juli 1977     | München             | Deutschland        | Olympiahalle                            |                              |

## Band
- Tony Banks: Keyboards, Hintergrundgesang
- Phil Collins: Gesang, Schlagzeug, Percussion
- Steve Hackett: Gitarre
- Mike Rutherford: Bass, Rhythmusgitarre, Hintergrundgesang
- Chester Thompson: Schlagzeug, Percussion